# 1954年ドイツ民主共和国人民議会総選挙
1954年ドイツ民主共和国人民議会総選挙（1954ねんドイツみんしゅきょうわこくじんみんぎかいせんきょ、ドイツ語: Volkskammerwahl 1954）は、1954年10月17日にドイツ民主共和国（東ドイツ）で行われた人民議会議員（第2期）の総選挙である。

## 概要
有権者は支配政党である社会主義統一党を中心とした政治団体「国民戦線」の候補者が記載された投票用紙を交付され、賛成の時は何も書かずに、そのまま投票用紙を投票箱へ入れる。反対の時は記載台まで行き、投票用紙に印を書いてから、投票用紙を投票箱へ入れる。
議席は、実際の投票総数ではなく、国民戦線が事前に設定された掲載名簿に基づいて配分された。
公式統計によると、国民戦線は有権者の99.6%の支持を得ており、投票率は98.5%と報告されている。

## 選挙データ

### 内閣
- 選挙前：第2次グローテヴォール内閣（第2代）
  - 首相：オットー・グローテヴォール
  - 与党：ドイツ社会主義統一党、ドイツキリスト教民主同盟、ドイツ自由民主党、ドイツ民主農民党、ドイツ国家民主党（国民戦線）
- 選挙後：第3次グローテヴォール内閣（第3代）
  - 首相：オットー・グローテヴォール
  - 与党：ドイツ社会主義統一党、ドイツキリスト教民主同盟、ドイツ自由民主党、ドイツ民主農民党、ドイツ国家民主党（国民戦線）

### 投票日
- 1954年10月17日

### 改選数
- 466
  - 東ドイツ地区：400
  - 東ベルリン　：066

### 選挙制度
- 直接選挙

## 選挙結果

### 党派別獲得議席
|                       |                          |                      |                    |                    |                    |            |        |
| 政党                  | 政党                     | 政党                 | 政党               | 獲得 議席          | 増減               | 得票数     | 得票率 |
| 国民戦線              | 国民戦線                 | 国民戦線             | 国民戦線           | 466                | －                 | 11,828,877 | 99.46% |
|                       |                          | ドイツ社会主義統一党 | SED                | 117                | 007                |            |        |
|                       | 自由ドイツ労働総同盟     | FDGB                 | 53                 | 004                |                    |            |        |
|                       | ドイツキリスト教民主同盟 | CDU                  | 52                 | 015                |                    |            |        |
|                       | ドイツ自由民主党         | LDPD                 | 52                 | 014                |                    |            |        |
|                       | ドイツ民主農民党         | DBD                  | 52                 | 019                |                    |            |        |
|                       | ドイツ国家民主党         | NDPD                 | 52                 | 017                |                    |            |        |
|                       | 自由ドイツ青年団         | FDJ                  | 29                 | 004                |                    |            |        |
|                       | ドイツ民主女性連盟       | DFD                  | 29                 | 009                |                    |            |        |
|                       | 東ドイツ文化連盟         | KB                   | 18                 | 006                |                    |            |        |
|                       | 農民共済協会             | VdgB                 | 12                 | 増減なし           |                    |            |        |
| 候補者に反対          | 候補者に反対             | 候補者に反対         | 候補者に反対       | 候補者に反対       | 候補者に反対       | 63,972     | 0.54%  |
| 総計                  | 総計                     | 総計                 | 総計               | 466                | 増減なし           | 11,892,849 | 100.0% |
| 投票総数（投票率）    | 投票総数（投票率）       | 投票総数（投票率）   | 投票総数（投票率） | 投票総数（投票率） | 投票総数（投票率） | 11,892,849 | 98.41% |
| 棄権者数（棄権率）    | 棄権者数（棄権率）       | 棄権者数（棄権率）   | 棄権者数（棄権率） | 棄権者数（棄権率） | 棄権者数（棄権率） | 192,531    | 1.59%  |
| 有権者数              | 有権者数                 | 有権者数             | 有権者数           | 有権者数           | 有権者数           | 12,085,380 | 100.0% |
| 出典：Nohlen & Stöver |                          |                      |                    |                    |                    |            |        |